# Декан, Альфред
Альфред Шарль Фердинан Декан (фр. Alfred Charles Ferdinand Decaen; 15 июня 1820, Париж — 9 сентября 1902, Париж) — французский художник-анималист и баталист.

## Биография
Альфред Декан родился 15 июня 1820 года в Париже, в семье Жана Шарля Дени Декана (? — 1851) и его супруги Антуанетты Элизабет Дане (1790—1874).
Отец Альфреда работал в королевских конюшнях. В его обязанности входили экипировка лошадей и обеспечение конных выездов сопутствующим оборудованием.
Отец постоянно работал с лошадьми, интерес к ним передался и к его сыну.
Юный Альфред с детских лет делает зарисовки лошадей, в чём проявляет немалый талант. Он выбирает профессию художника и в 1842 году поступает в парижскую Школу изящных искусств.
Его учителями становятся представители французского неоклассицизма Мишель Мартен Дроллинг и Огюст Кудер — мастера исторического жанра. Их влияние отразится на творчестве Альфреда Декана.
В 1857 году он совершил поездку в Алжир. Впечатления от поездки нашли своё отражение и в нескольких картинах, выполненных с восточным колоритом. Во французском обществе ещё были свежи воспоминания о Восстании Абд аль-Кадира, этому событию впоследствии был посвящён ряд работ Альфреда Декана.

## Творчество

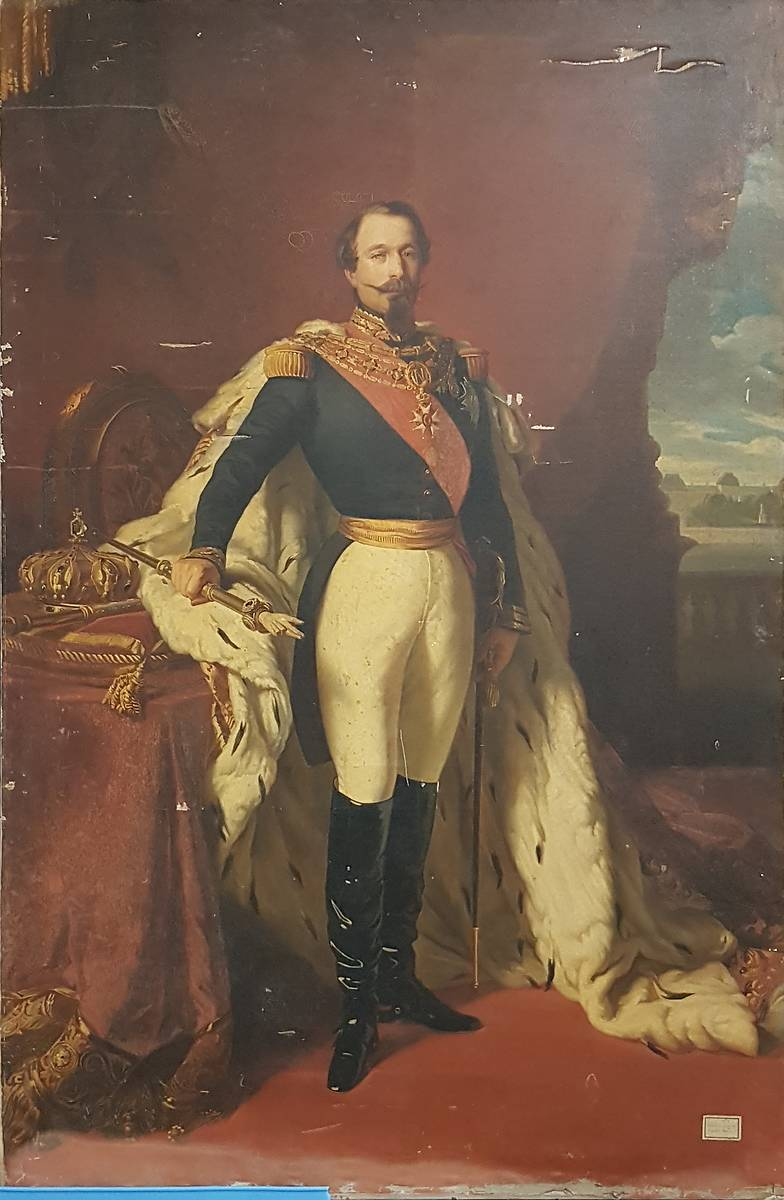
Альфред Декан. Портрет Наполеона III, по картине Ксавье Винтерхальтера, 1854

Альфред Декан является типичным академическим художником французской романтической школы, в творчестве которого преобладают исторические сцены, религиозные композиции, жанровые и бытовые сюжеты и работы анималистической тематики, прежде всего портреты лошадей и сцен охоты. Он регулярно принимал участие в Парижском салоне с 1846 до 1868 года. Среди выставляемых им картин, заслуживших положительную критику:
- «Sainte Marie l’Egyptienne» — салон 1846 года;
- Entre Charybde el Scylla. Le Sincère; étalon — салон 1849;
- Lotus IX prisonnier à Peronne. Un intérieur avec des chiens — салон 1851;
- Départ de chasse. Déjeuner sur l’herbe, Nattali — салон 1852;
- Sloppel el Gipsy étude de chiens — салон 1863 года.

Как художник исторических предметов, Декан предпочтительно изображал сцены, относящиеся к французской войне в Северной Африке.
Среди любимых приёмов художника, часто встречающихся в его пейзажах, — изображение крохотных одиноких человеческих фигурок, помещённых в ландшафт природной стихии.
Расцвет творчества Альфреда Декана приходится на период ностальгических воспоминаний об эпохе наполеоновского величия. Декан посвятил этому направлению несколько своих картин и рисунков.
Эмиль Берто и Рамю Эдмон использовали работы Альфреда Декана для создания гравюр.
Во время осады Парижа прусскими войсками в ходе франко-прусской войны Альфред Декан совместно с Анри-Эмилем Брюннер-Лакост и Жаком Гио в кратчайшие сроки создали несколько картин, носящих патриотический характер и изображающих осаждённую столицу.
Выставка картин состоялась уже после капитуляции Парижа. Выставка под названием «Осада Парижа», 1870—1871 гг., посвящённая гражданским и военным эпизодам обороны, проходила на улице Rue Le Peletier, недалеко от Оперы, в галерее Поля Дюран-Рюэля (Durand-Ruel), с ноября 1871 года по февраль 1872 года.

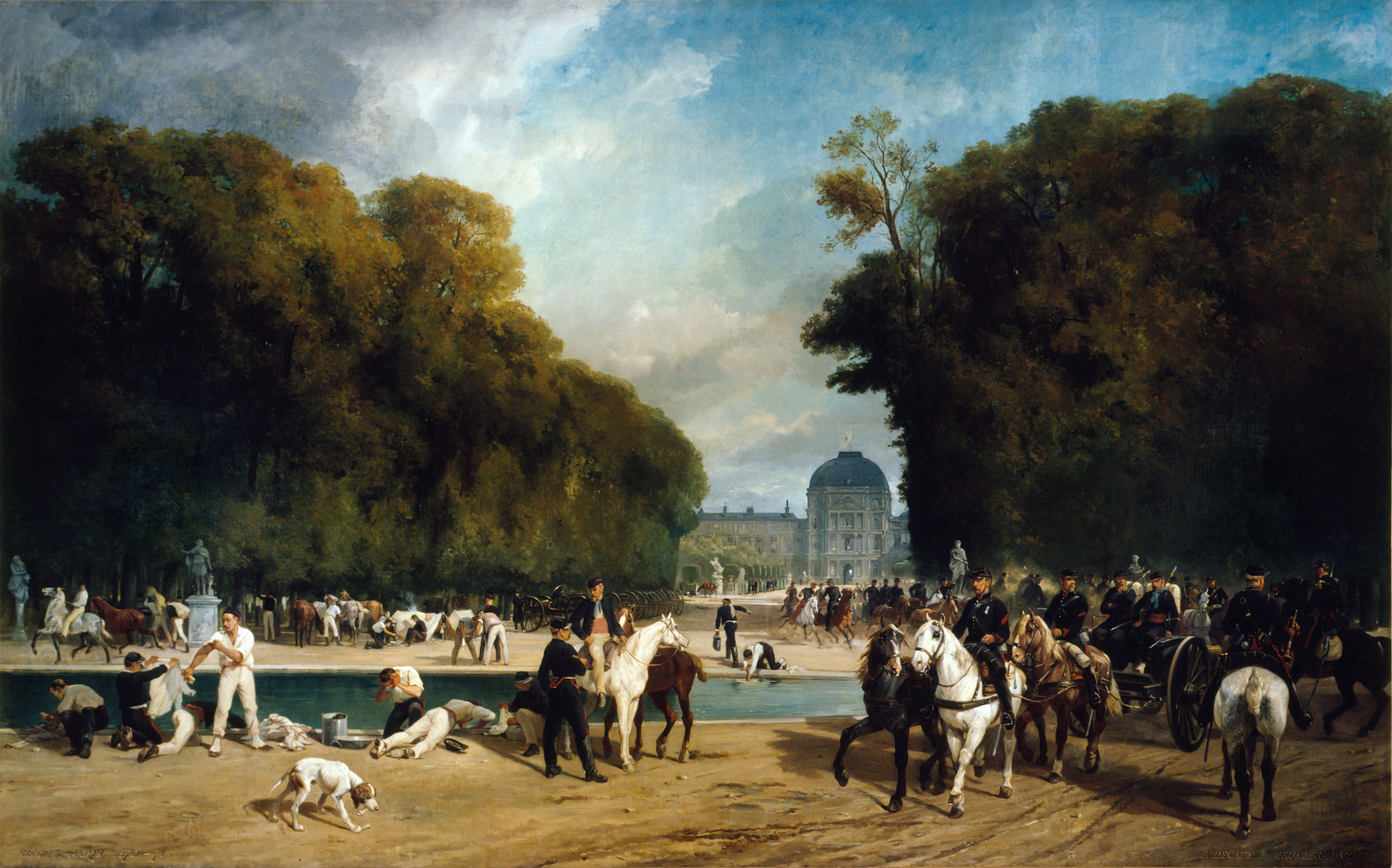
Альфред Декан, Французская артиллерия у дворца Тюильри во время осады Парижа в конце сентября 1870
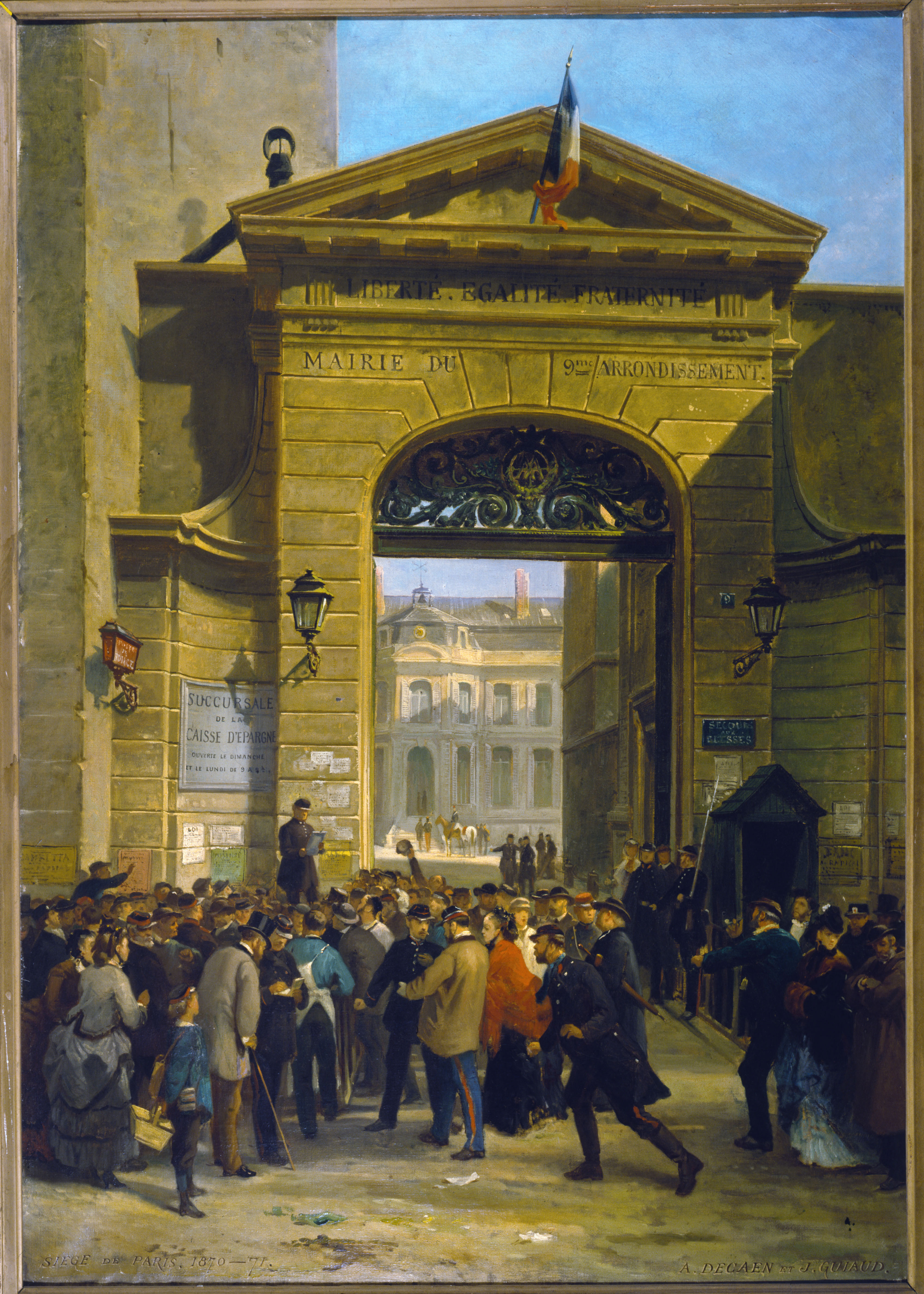
Альфред Декан, Депеши с фронта в 9-м округе 6, улица Rue Drouot (19 января 1871)
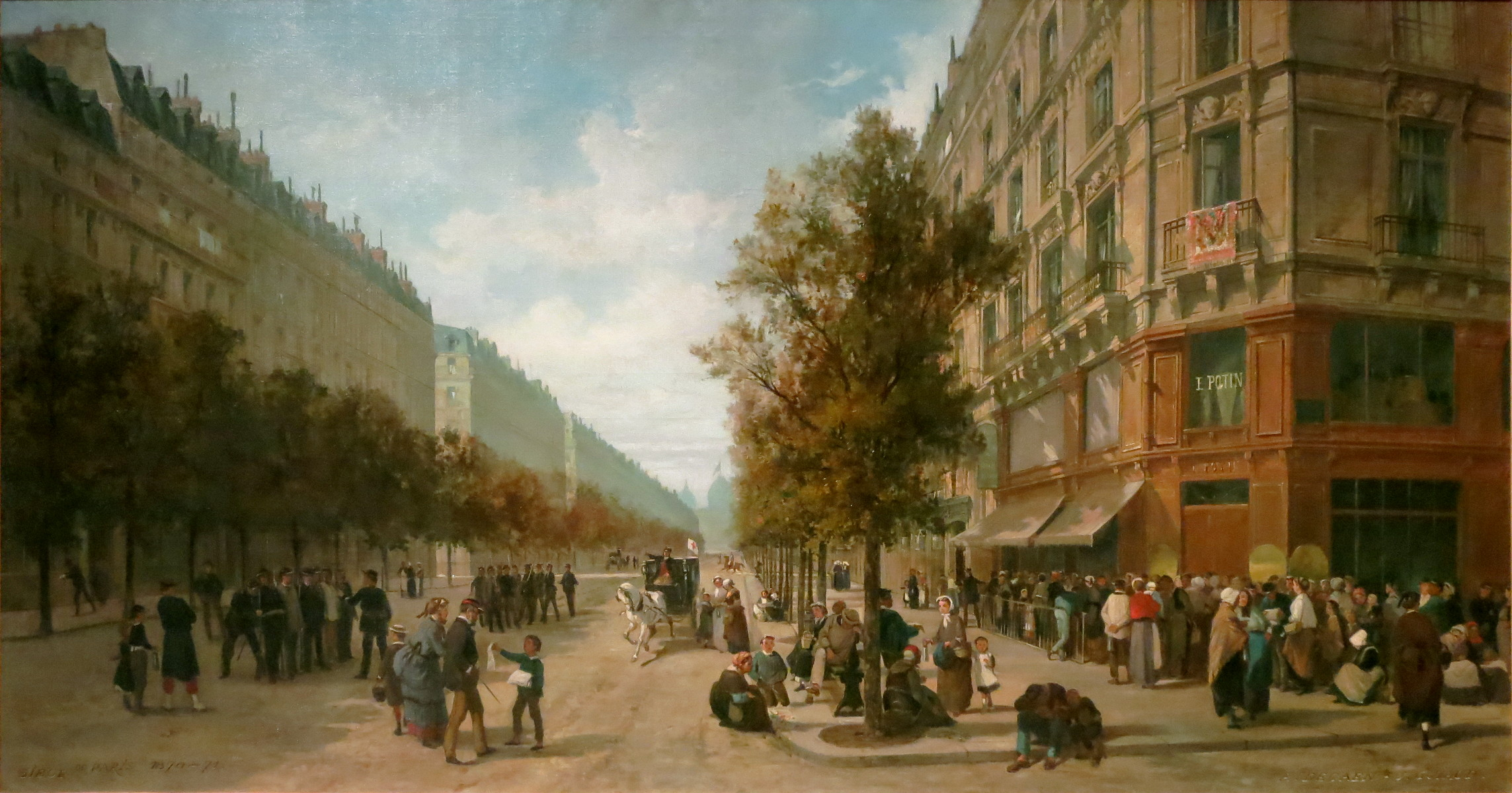
Альфред Декан и Жак Гио, Продуктовый магазин Феликс Потен, на углу улицы Реомюр и Севастопольского бульвара в Париже в ноябре 1870 года (Музей Карнавале), 1871

## Копировщик
Альфред Декан является признанным копировщиком работ известных французских мастеров эпохи. Эти работы предназначались для прославления имперских амбиций французских властей. К наиболее значимым подобным работам относятся уменьшенная копия панорамного полотна Ораса Верне «Пленение Абд аль-Кадир», масло на холсте, 1856, хранящаяся в Музей Конде, огромный (242x180 см) портрет Наполеона III, выполненный по мотивам Ксавье Винтерхальтера (1805—1873) в 1853 году. Портрет Наполеона III являлся одним из многих экземпляров, предназначавшихся для официального использования (префектуры, посольства, различные учреждения). Ценность копии, выполненной Альфредом Деканом, выросла после того, как оригинал был уничтожен в пожаре дворца Тюильри в 1871 году.

## Иллюстратор

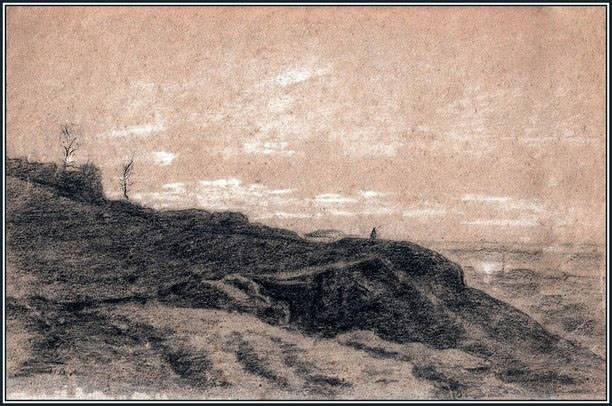
Альфред Декан, наполеоновская тематика в работе «Остров Святой Елены», ок. 1850

За свою карьеру Альфред Декан отметился выполнением несколькими иллюстрациями на военную тематику. Наиболее известная его работа — иллюстрации к книге Ж. Посселье «Теория фехтования — обучение простым методом», изданной в Париже, в серии военной библиотеки Ж. Дюмена в 1845 году и представляющей собой один из самых важных французских трактатов девятнадцатого века, посвящённых урокам фехтования для солдат и унтер-офицером пехоты. Книгу иллюстрируют 36 изображений, выгравированных Берто по рисункам Альфреда Декана. Они описывают различные движения в процессе фехтования: шаги, вольты, стражи, парады и т. д.
Альфред Декан умер в Париже 18 сентября 1902 года. Его похороны состоялись два дня спустя в Париже, в Церкви Святой Троицы.
Работы Альфреда Декана хранятся в музее Карнавале, Musée du Domaine départemental de Sceaux, Музее Анны де Божё, Музее Орсе, Musée de Grenoble, Schwarz Gallery и других музеях мира.

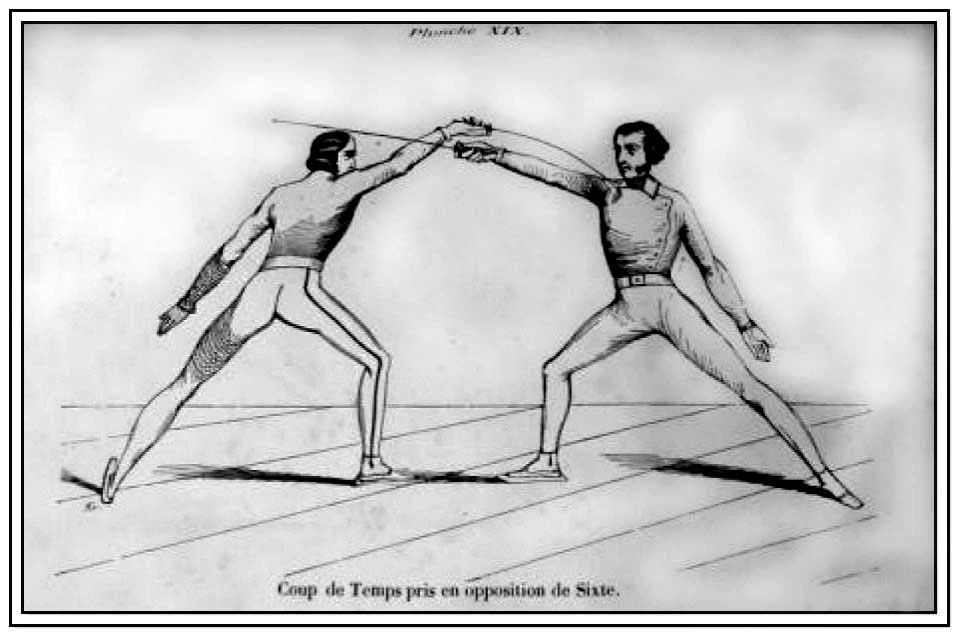
Альфред Декан. Иллюстрация к трактату «Теория фехтования — обучение простым методом» (1845)

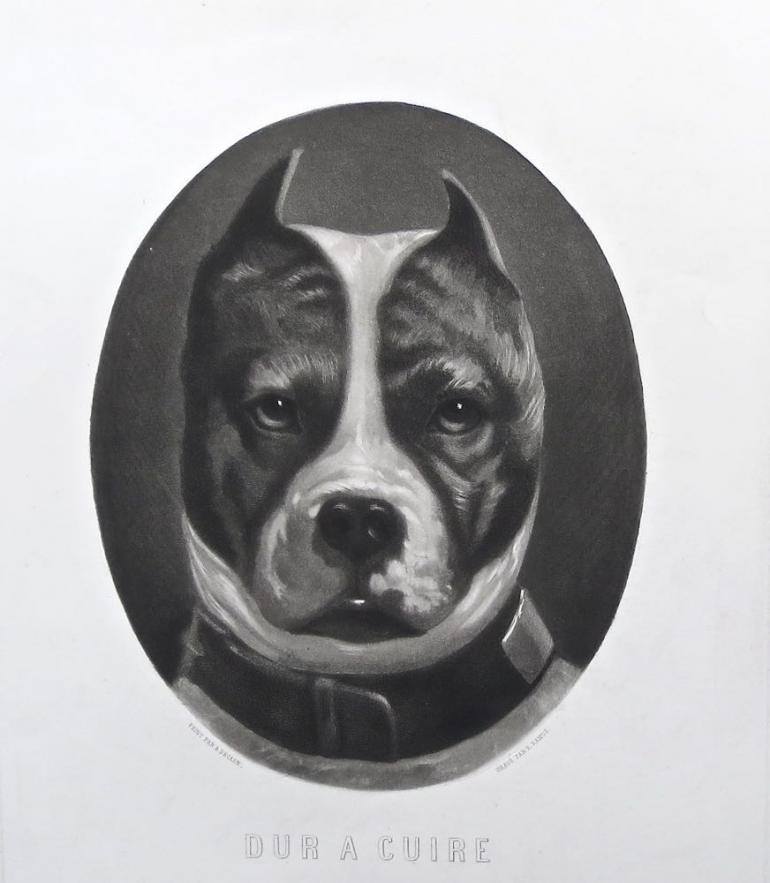
Крутой парень, гравюра Рамю Эдмона по картине Аьфреда Декана

## Выставки
- Le Siège de Paris, 1870—1871[16]
- Au salon annuel des Champs-Élysées en 1890[17]
- Au salon cynégétique à l’Orangerie à Paris, le 20 mai 1892[18]
- Au Petit salon des peintres et sculpteurs de chasse et vénerie, pour l’exposition canine de l’Orangerie, en mai 1899[19]